# Svanninge Kirke
Svanninge Kirke er en kirke i Svanninge Sogn på sydfyn.
Svanninge kirke ligger i den lille landsby Svanninge uden for Faaborg.
Svanninge Kirke skimtes i baggrunden i Fritz Sybergs maleri Rugmark ved Svanninge fra 1887.

## Eksterne kilder og henvisninger
- Svanninge Kirke hos KortTilKirken.dk